# Гидравлический инструмент

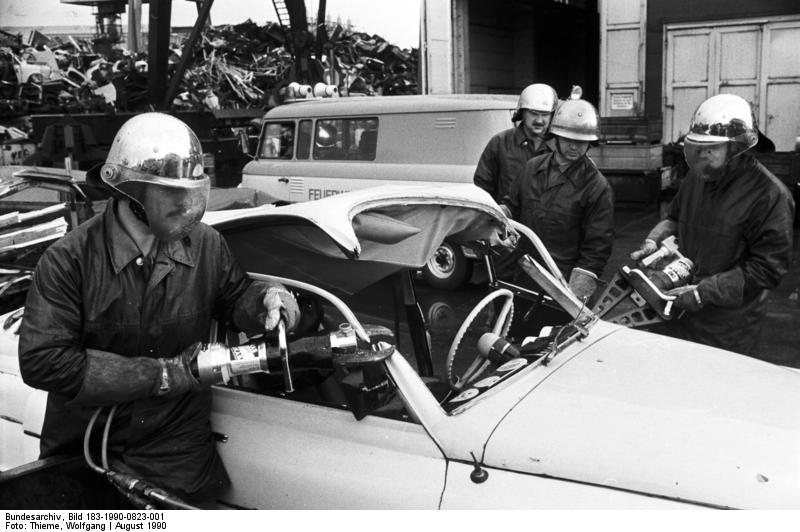
Немецкие пожарные при помощи гидравлического инструмента снимают крышу с автомобиля с целью обеспечить доступ внутрь салона (Хемниц; 1990 год)

Гидравлический инструмент — один из видов ручных машин, в котором для осуществления тех или иных операций используется гидравлический привод — совокупность деталей и устройств, предназначенных для приведения в движение машин и механизмов посредством гидравлической энергии. Изготавливается с винтовыми, поршневыми, ротационными и другими видами двигателей.  
Диапазон использования гидравлического инструмента очень широк: от простейших технологических действий вроде закручивания гаек и болтов (см. статью Гайковёрт гидравлический) до сложнейших инженерных задач (например: подъём или перенос зданий; см. ст. Гидравлический домкрат) и аварийно-спасательных операций (для последних используется специальный гидравлический спасательный инструмент).
Помимо гидравличекого привода, ручные машины используют пневматический, электрический, или бензиновый привод, а также, значительно реже, применяются иные источники энергии (например химические, как то энергия выделяемая при детонации взрывчатого вещества). Во всей этой линейке ручных механизмов, гидравлический инструмент и, тем более его производные (пневмо-гидравлический, электро-гидравлический инструмент и пр.), является одним из самых неудобных в эксплуатации и дорогих в обслуживании, но все его недостатки с лихвой перекрываются его большим усилием, которое превосходит вышеназванные механизмы в разы, а иногда и на порядки. Это делает гидравлические машины по-настоящему незаменимыми (например в случаях, когда спасателям нужно освободить людей из под завалов и для этого приподнять очень тяжёлый элемент конструкции здания).